# Vikarista
Vikarista je v římskokatolické církvi kněz, vykonávající úřednickou službu na biskupském úřadě. 
V bývalé ČSSR se na toto místo dosazovalo většinou z trestu či podezření z neloajality vůči režimu, aby příslušný kněz byl více pod kontrolou.[zdroj?]
V litoměřické diecézi byla funkce vikaristy při katedrále sv. Štěpána zavedena již v 18. století díky nadaci, kterou vytvořil Jan Ignác Jarschel.

## Pracovní povinnosti vikaristy
Práce vikaristy je především úřednická, ale vikarista měl také na starosti katedrálu, její provoz a podobně.

## Někteří kněží, kteří byli za svého působení vikaristy vkatedrále sv. Štěpána v Litoměřicích
- Johann Michael Liehre (cca 1759)
- Kryštof Burian (ve 2. pol. 18. stol.)[1]
- Antonín Dušek (od roku 1892)
- Josef Pietschmann (2. vikarista od 30. let 20. století do 9. dubna 1950)
- Josef Helikar (2. vikarista od 1. ledna 1954 do 21. května 1954, kdy byl zatčen ústeckou StB)[2]
- Jan Peprla (1. vikarista v roce 1955)
- Miroslav Jurčík (2. vikarista v roce 1955)
- Jan Bečvář (1. dubna 1964 – 1. srpna 1965)
- Ladislav Kubíček
- Antonín Bratršovský (červenec 1966 – 1. února 1968)[3]
- Miroslav Šimáček (podzim 1976 – 1977)
- Jozef Piroh (od 4. července 1977 do 31. března 1979)
- Jaroslav Stříž (1.2.1990 - 1992)
- Oldřich Kolář (v roce 1989)

## Někteří kněží, kteří byli za svého působení vikaristy vkatedrále sv. Václava v Olomouci
- Jiří Batušek (1954-1957)

## Někteří kněží, kteří byli za svého působení vikaristy vkatedrále svatého Ducha v Hradci Královém
- Josef Cibulka (1909)